# حملة إعلانية

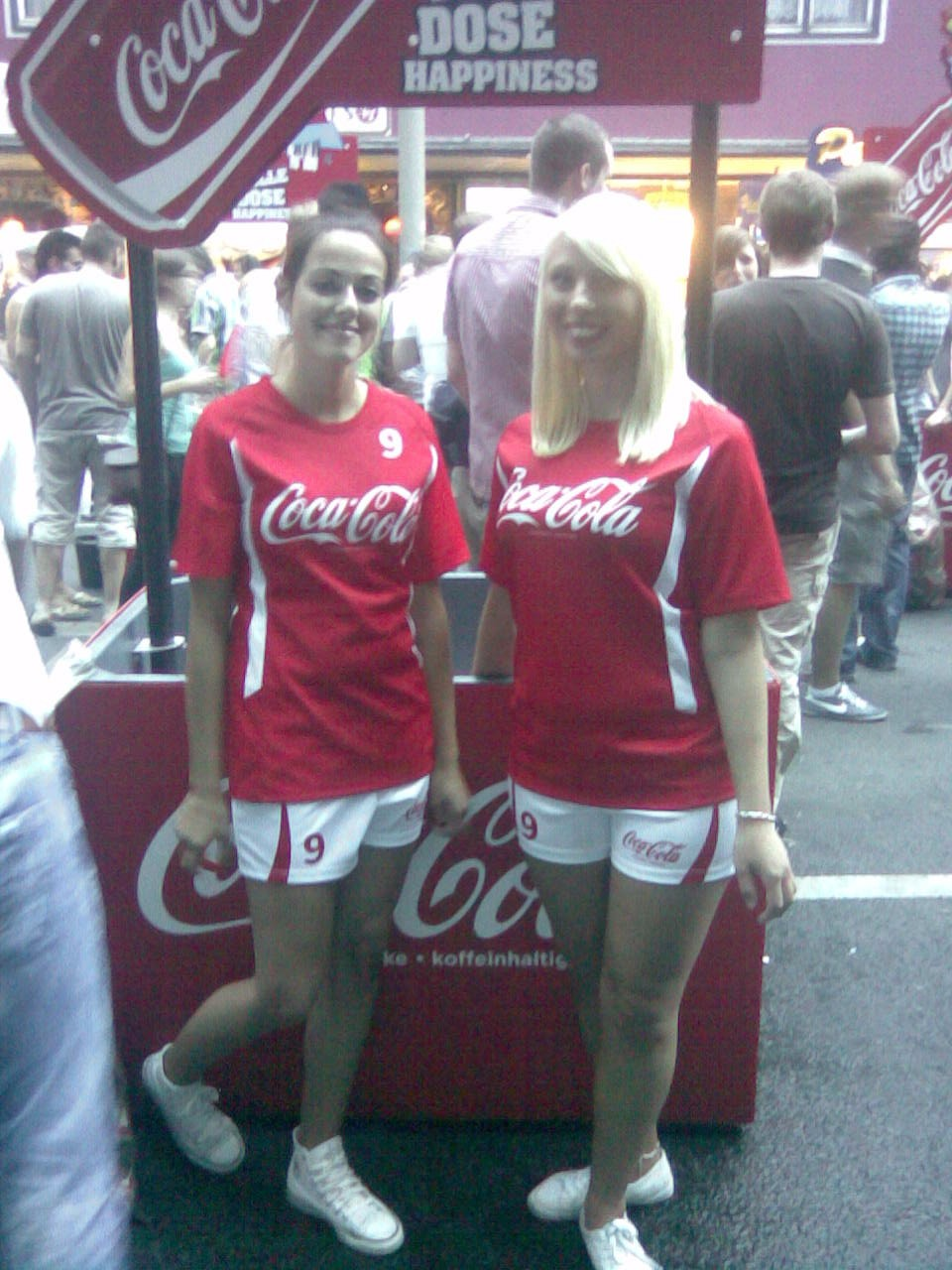

الحملة الإعلانية هي سلسلة من الرسائل الإعلانية التي تحمل فكرة أو موضوعًا واحدًا وتكوّن اتصالًا تسويقيًا متكاملًا. يُعد الاتصال التسويقي المتكامل المنصة التي يمكن لمجموعة من الأشخاص فيها تجميع أفكارهم ومعتقداتهم ومفاهيمهم ضمن قاعدة بيانات إعلامية كبيرة. تستخدم الحملات الإعلانية قنوات إعلامية متنوعة ضمن إطار زمني محدد وتستهدف جمهورًا محددًا.
موضوع الحملة هو الرسالة الأساسية التي ستُستقبل في النشاطات الترويجية وهي نقطة التركيز الأساسية للحملة الإعلانية، لأنها تحدد الدافع وراء سلسلة الإعلانات الفردية والاتصالات التسويقية الأخرى التي ستُستخدم. عادة ما تُنتج موضوعات الحملات بهدف الاستخدام لفترة زمنية محددة لكن يكون معظمها مؤقتًا بسبب عوامل مثل عدم الفعالية، أو بسبب حالة السوق، أو المنافسة، أو المزيج التسويقي.
تُقام الحملات التسويقية لتحقيق هدف معين أو مجموعة من الأهداف. تتضمن هذه الأهداف عادة تأسيس علامة تجارية، أو زيادة الدراية بالعلامة التجارية، وزيادة معدل التحويلات أو المبيعات. تُقاس نسبة النجاح أو الفشل في تحقيق هذه الأهداف عن طريق مقاييس فعالة. يجب على الحملة الإعلانية أخذ خمس نقاط رئيسية بعين الاعتبار لضمان فعاليتها. هذه النقاط هي الاتصالات التسويقية المتكاملة، والقنوات الإعلامية، والتمركز، ومخطط عملية الاتصالات، ونقاط التواصل.

## الاتصال التسويقي المتكامل
الاتصال التسويقي المتكامل هو منهج مفاهيمي تستخدمه معظم المنظمات لتطوير خطة إستراتيجية حول كيفية نشر حملاتها التسويقية والإعلانية. كانت هناك نقلة نوعية مؤخرًا في الطريقة التي يتفاعل فيها المسوقون والمعلِنون مع المستهلكين، وتُعد الآن حوارًا بين فرق الإعلان أو التسويق والمستهلكين. ظهر الاتصال التسويقي المتكامل بوصفه إستراتيجية أساسية تدير بها المنظمات تجارب المستهلكين في العصر الرقمي. ما تزال طرق الإعلان التقليدية مثل الصحف واللوحات الإعلانية والمجلات مستخدمة ولكن لا يُعد دورها فعالًا كما كان عليه في سنوات سابقة.
تكمن أهمية الاتصال التسويقي المتكامل في جعل العملية التسويقية موحدة بالنسبة إلى العلامة التجارية والمستهلك أيضًا. يحاول الاتصال التسويقي المتكامل دمج جميع جوانب التسويق ضمن قطعة واحدة متناغمة. يتضمن ذلك ترويج المبيعات، والإعلان، والعلاقات العامة، والتسويق المباشر، ومواقع التواصل الاجتماعي. الهدف الكلي من الاتصال التسويقي المتكامل هو جعل كل هذه العناصر التسويقية تعمل مجتمعة كقوة موحدة. يمكن تحقيق ذلك عن طريق نظريات وقنوات ونشاطات مع استخدام منصة إعلامية في الوقت نفسه. الهدف النهائي من الاتصال التسويقي المتكامل هو إيصال رسالة العلامة التجارية إلى المستهلك بأكثر الطرق ملاءمة.
من محاسن استخدام الاتصال التسويقي المتكامل أن لديه القدرة على إيصال الرسالة نفسها عبر قنوات عديدة لخلق الدراية بالعلامة التجارية. يُعد الاتصال التسويقي الفعال من أكثر الحلول فعالية من ناحية الكلفة عند مقارنته بالإعلان على وسائل الإعلام للتفاعل مع المستهلكين المستهدفين على المستوى الشخصي. يقدم الاتصال التسويقي المتكامل منافع للشركات الصغيرة أيضًا، بسبب قدرته على إحاطة المستهلكين بأنواع مختلفة من التواصل بطريقة تدفعها خلال مراحل البحث والشراء ما يخلق علاقة وحوارًا مع المستهلكين الجدد. الأمثلة المعروفة والواضحة وقيد التنفيذ عن الاتصال التسويقي المتكامل هي أمثلة التسويق المباشر إلى المستهلكين الذين تكون المنظمة على علم مسبق باهتمامهم بالعلامة التجارية عن طريق جمع المعلومات الشخصية عنهم عند قيامهم بالتسوق مسبقًا، ثم إرسال إعلانات بريدية، ورسائل بريد إلكتروني، ورسائل نصية، وأشكال أخرى من التواصل المباشر مع الشخص. يتضمن ترويج المبيعات داخل المتاجر أساليب قد تتضمن إجراء تخفيضات بنسبة 30% أو تقديم بطاقات الولاء للمستهلكين لبناء علاقة معهم. تُعد الإعلانات التلفزيونية والإذاعية من أشكال الاستراتيجيات الإعلانية المنبثقة من الاتصال التسويقي المتكامل. تلعب جميع مكونات الاتصال التسويقي المتكامل دورًا مهمًا، وقد تختار الشركة تطبيق أي من استراتيجيات التكامل أو عدم تطبيقها.

## قنوات الإعلام
تُستخدم قنوات الإعلام، المعروفة أيضًا باسم قنوات الاتصال التسويقي، لخلق رابطة مع المستهلك الهدف. تُعد الصحف، والمجلات، والراديو، والتلفزيون، واللوحات الإعلانية، والهاتف، والبريد، وأسلوب البيع من باب إلى باب من بين الطرق التقليدية للتواصل مع المستهلك، وهذه الطرق بعضٌ من الطرق التقليدية تاريخيًا.
بالإضافة إلى قنوات الإعلام التقليدية، تظهر قنوات إعلام جديدة وحديثة. بدأت وسائل التواصل الاجتماعي تلعب دورًا كبيرًا في الطريقة التي يمتزج فيها الإعلام والتسويق ليصل إلى قاعدة المستهلكين. تتمتع مواقع التواصل الاجتماعي بقوة أكبر تتيح لها الوصول إلى عدد أكبر من الجمهور. يمكن لمواقع التواصل الاجتماعي التأثير على الصورة الكلية للشركة اعتمادًا على السن والتركيبة السكانية للمستهلكين. أصبح استخدام مواقع التواصل الاجتماعية بهدف التسويق طريقة واسعة الانتشار للتمييز التجاري. تحظى العلامة التجارية بفرصة خلق حضور خاص بها على مواقع التواصل الاجتماعي اعتمادًا على المجتمع الهدف الخاص بها.
مع تطور قنوات التواصل الرقمي، تتيح الاتصالات التسويقية إمكانية الاتصالات ثنائية المسار، إذ يمكن الحصول على استجابة مباشرة من المستهلك. تتضمن أدوات الاتصالات الرقمية مواقع الإنترنت، والمدونات، ومواقع التواصل الاجتماعي، والبريد الإلكتروني، والهاتف النقال، ومحركات البحث. من المهم أن تنتقي الحملة الإعلانية القنوات بحذر اعتمادًا على المكان الذي يمضي فيه المستهلك الهدف وقته لضمان تعظيم الجهود التسويقية والإعلانية.

## نقاط الاتصال
عند أخذ نقاط الاتصال بعين الاعتبار في الحملة الإعلانية، تبدو العلامة التجارية وكأنها نقاط اتصال متعددة الحواس. تساعد نقاط الاتصال هذه العلامة التجارية على تطوير نقطة اتصال بينها وبين المستهلك. سهّلت التطورات الحديثة في أشكال تكنولوجية عديدة انخراط المستهلك في العلامة التجارية بطرق عديدة. أكثر نقاط الاتصال نجاحًا هي تلك التي تضفي قيمة على العلاقة بين المستهلك والعلامات التجارية. من بين الأمثلة الشائعة عن نقاط الاتصال: روابط مواقع التواصل الاجتماعي، ورموز الاستجابة السريعة، وتوزيع الأفراد منشورات عن علامة تجارية معينة، واللوحات الإعلانية، ومواقع الإنترنت، ووسائل أخرى عديدة تربط بين المستهلك والعلامة التجارية.
تُعد نقاط الاتصال متعددة الحواس لاشعوريةً ولكنها تساعد المستخدم في التعرف على العلامة التجارية عن طريق مواصفات تحددها الحساسات البشرية. قد تتعلق هذه المواصفات بالشكل، أو اللون، أو القوام، أو الصوت، أو الرائحة، أو المذاق المرتبط بعلامة تجارية معينة. من المهم أن تأخذ الحملة الإعلانية الإشارات الحسية في حملتها بعين الاعتبار بسبب زيادة المنافسة والازدحام في الأسواق. قد تذكّر أي صفة من الصفات الحسية المستهلك بالعلامة التجارية التي يرتبط بها بالشكل الأمثل. تُعد شركة ريد بول التي تستخدم لون عبواتها وأشكالها وأحجامها لربط منتجها بالنجاح والفوز من الأمثلة الرئيسية على ذلك. قد تأخذ العبوة الأطول شكل منصة المرتبة الأولى عند وضعها إلى جانب إحدى السلع المنافسة، ويأخذ التصميم شكل علم النهاية ويرمز إلى الفوز. تزداد فرصة نجاح الحملة الإعلانية بشكل كبير باستخدام نقاط التواصل متعددة الحواس التي تشكل نقاط تمايز بين العلامات التجارية.

## الأنماط
الحملات الإعلانية قد تكون في:
- الجرائد والمجلات والمطويات التي توزع مع الجرائد..إلخ
- التلفزيون والراديو
- على مواقع الإنترنت أو الهواتف النقالة
- الإعلان الخارجي (لوحات الشوارع وعلى الحافلات العامة..إلخ)